# Ceratosphaeria lampadophora
Ceratosphaeria lampadophora är en svampart som först beskrevs av Berk. & Broome, och fick sitt nu gällande namn av Niessl 1876. Enligt Catalogue of Life ingår Ceratosphaeria lampadophora i släktet Ceratosphaeria, klassen Sordariomycetes, divisionen sporsäcksvampar och riket svampar, men enligt Dyntaxa är tillhörigheten istället släktet Ceratosphaeria, familjen Magnaporthaceae, ordningen Magnaporthales, klassen Sordariomycetes, divisionen sporsäcksvampar och riket svampar. Arten är reproducerande i Sverige. Inga underarter finns listade i Catalogue of Life.